# Statues-menhirs du Plos
Les statues-menhirs du Plos sont deux statues-menhirs appartenant au groupe rouergat découvertes à Murat-sur-Vèbre, dans le département du Tarn en France.

## Statue n°1
Elle a été découverte à la fin du XIXe siècle près du col de la Jasse par M. Calas. Elle a été gravée sur une dalle de granite mesurant 1,55 m de hauteur sur 0,90 m de largeur et 0,20 m d'épaisseur. La statue est complète mais très usée dans sa partie supérieure. Les seuls caractères anthropomorphes visibles sont les jambes et les pieds. Le personnage porte une ceinture.
La statue est conservée au Musée Toulouse-Lautrec à Albi.

## Statue n°2
Elle servait de petit pont pour enjamber le ruisseau du Graissentous quand elle fut découverte. Elle a été redressée en bordure de la départementale D179 à proximité du lieu de sa découverte. Elle est constituée d'une dalle en grès fin mesurant 1,76 m de hauteur sur 1,05 m de largeur et 0,36 m d'épaisseur. Elle comporte pour seul ornement visible un cordon de 3 cm de large sur 1 cm de profondeur représentant une ceinture.